# 鏡子森林
《鏡子森林》（英語：The Mirror），原劇名為《王牌記者》，2019年台灣民視年度旗艦型連續劇。本劇共分為三季，以新聞媒體生態為題材。本劇獲中華民國文化部106年度旗艦型連續劇製作補助新台幣6330萬元。於2018年11月30日開鏡，2019年4月20日殺青。民視無線台於2019年12月1日首播，並上架於四季線上4gTV戲劇館、公視主頻於2019年12月7日播出。本戲劇為飾演議長的賀一航之遺作 。

## 播出時間

### 首播
| 頻道                   | 所在地   | 首播日期      | 播出時間                                         | 播出集數 | 備註                |
| ---------------------- | -------- | ------------- | ------------------------------------------------ | -------- | ------------------- |
| 民視無線台             | 臺灣     | 2019年12月1日 | 每週日 22:00 - 23:00                             | 播出一集 | 第一集首播          |
| 四季線上4gTV           | 臺灣     | 2019年12月1日 | 12/01（日）23:00 12/07（六）23:30                | 上架一集 |                     |
| 四季線上4gTV           | 臺灣     | 2019年12月1日 | 12/14起 每週六 22:00、23:00                      | 各播一集 | 最新集數 免費收看   |
| YouTube                | 臺灣     | 2019年12月1日 | 每周日 23:00                                     | 上架一集 |                     |
| 公視主頻               | 臺灣     | 2019年12月7日 | 每週六 21:00 - 23:00                             | 連播兩集 | 最新集數            |
| 公視+                  | 臺灣     | 2019年12月7日 | 每週六 21:00、22:00 12/14起，每週六 22:00、23:00 | 各播一集 | 限時七天            |
| LINE TV                | 臺灣     | 2019年12月1日 | 12/01（日）23:30 12/07（六）23:30                | 上架一集 |                     |
| LINE TV                | 臺灣     | 2019年12月1日 | 12/14起，每週六 23:30                            | 上架兩集 |                     |
| KKTV                   | 臺灣     | 2019年12月1日 | 12/01（日）23:30 12/07起，每週六23:30            | 上架一集 |                     |
| friDay影音             | 臺灣     | 2019年12月1日 | 每週日 24:00                                     | 上架一集 |                     |
| 龍華偶像台             | 臺灣     | 2020年3月5日  | 週一至週五 21:00                                 |          |                     |
| Astro AEC Astro AEC HD | 马来西亚 | 2020年2月18日 | 星期一至五 19:00 - 20:00                         | 一天一集 | 3月27日第29集优先看 |

### 重播
| 頻道       | 所在地 | 播出日期                     | 播出時間           | 播出集數 |
| ---------- | ------ | ---------------------------- | ------------------ | -------- |
| 民視無線台 | 臺灣   | 2019年12月8日－2020年6月28日 | 每週日 13:00-14:00 | 播出一集 |

## 故事大綱
寫實描述新聞媒體生態，故事從「火線新聞」的新聞工作說起，面對官商勾結、威脅利誘，新聞記者如何秉持正義，堅持理想，寫出最真實報導以及內心深層的人味情感。

## 演員陣容

### 第一季 (1∼10集)

#### 主要角色
| 演員   | 角色   | 介紹 |
| 楊謹華 | 高明   | 火線新聞編輯部政治組主任 後調任調查組組長，永遠的第一名資優生！學生時代，曾經懷抱著拿諾貝爾獎的出國美夢，但勝犬人生卻意外一夕夢碎。 投入新聞職場，依然不改犀利孤傲本色。為了跑獨家，總是衝鋒陷陣，許多次身陷險境，甚至引來殺機，也在所不惜。 因為身為新聞人，她唯一想追求的，就是真相！                            |
| 姚淳耀 | 侯方平 | 火線新聞編輯部社會組撰述委員 後轉任調查組召集人，外號「阿侯」的暖男記者。 有一個退休警官爸爸庇蔭，讓他的記者人生一帆風順。人脈廣闊，遊走黑白兩道，什麼好處都沾一點，其實內心仍有一把正義的尺。他重情重義，很會「喬」新聞，也因此獲得不少獨家。但一直想在黑與白之間取得平衡的他，卻在認識高明後，重新找回了新聞魂…… |
| 柯叔元 | 蔡重生 | 首都市長 超人氣媒體寵兒。能言善道，反應過人，有「大砲學者」的稱號。善於操縱新聞輿論，成為網紅後，因緣際會走上從政之路，最後順利當上市長。表面上是正義的化身，親民愛民的好市長，其實背後有著神秘的黑金力量。他數度化危機為轉機，政治聲望一再昇高，竟然有參選總統的呼聲出現……                                        |
| 鄭人碩 | 王得威 | 檢察官 外表斯文，卻沒有人看得透他的內心世界。他對高明，溫柔包容，對她百分百投入工作的熱忱，更是全力支持到底！只是他從來沒料到，在兩人訂婚當天， 高明竟然會為了新聞抛下他，讓他成了落單新郎…… |
| 林柏宏 | 余志揚 | 火線新聞編輯部攝影記者 後轉入調查組，把新聞當藝術的菜鳥攝影。美國藝術學院畢業，有藝術家性格。拍新聞畫面，依然有攝影師的美學堅持。表面上什麼都不在乎，像個局外人，其實善良熱情，觀察力過人，自有定見。進入調查組後，逐漸體會到真相揭露的重要，更蛻變為具有新聞熱血的記者……                                          |
| 瑭霏   | 陸子文 | 火線新聞編輯部採訪記者 後轉入調查組，懷抱崇高理想的陽光女。擁有見不得光的身世，讓她對父親又愛又恨。一心想掙脫父親的羽翼自力更生，卻脫離不了父愛的枷鎖，連進入報社工作，也是父親一手安排。 她受高明影響，深信「真相才是一切」！但後來屢次在新聞報導與父女親情間擺盪掙扎，讓她開始懷疑自己的信念……                   |
| 李之勤 | 王慈希 | 火線新聞總編輯 曾經用筆撼動政壇的「太后」。她的過去，筆鋒犀利，讓人尊敬。她的現在，卻為了點閱率和廣告收入，可以犧牲新聞道德。表面上，她迷失在與政治權貴交好吹捧的虛榮中， 事實上，她卻背負著報社存亡，和所有記者的命運……                                                                                           |
| 楊大正 | 葉順天 | 刑事組組長 黑白通吃的厲害警官。外表和藹可親不起眼，但其實深藏不露，黑白兩道都買他的帳。個性海派大方，八面玲瓏，深諳官場進退之道。是阿侯在警界最重要的朋友，兩人之間，情義盡在不言中…… |
| 梁正群 | 柳肇維 | 市長機要秘書 年輕有為的政治明星。聰明內歛，極富政治野心，沉穩的背後，有權謀算計，也有鐵血手段。他與蔡市長情同父子，是市長最倚重的人才。 沒想到卻因為一連串的政治風暴，兩人漸行漸遠。為了政治前途，他即使痛恨新聞記者，也要借刀殺人……                                                                               |
| 游安順 | 白正祥 | 火線新聞採訪主任 人稱「白毛」的智多星。熱愛新聞工作，堅信新聞第四權可以改變社會。但他也明白社會險惡，得從善、惡，黑、白中求取平衡才能生存。他是報社記者和總編輯太后中間的潤滑劑，沒有人猜得透他的真心。「記者的看法只在報上」，是他永遠的信念。                                                                    |
| 賀一航 | 劉光輝 | 首都議長 遊走黑白兩道的大老級「喬王」。子文的父親，把應酬當人生的老派政治人物。當了十多年議長，只要他一出馬，沒有搞不定的糾紛。但他所把持的黑金政治勢力，卻成為樹大招風的致命傷。雖然一生遊戲人間，但卻是個真心疼愛子女的好父親……                                                                                  |
| 陳季霞 | 賴秋香 | 台灣好女人，高明的母親。外表溫柔，內心堅毅固執，看重傳統價值。她堅持女孩子一定要嫁人，人生才會圓滿。也堅持無論多窮，絕不能變賣「起家厝」，因而和子女產生代溝…… |
| 何豪傑 | 呂宗德 | 旺盛集團副總 |
| 霍正奇 | 廖勝利 | 旺盛集團董事長 |

### 其他角色
- 林鴻翔 飾 總　編
- 賴震澤 飾 主　編
- 翁嘉薇 飾 紅　茶
- 周朋宇 飾 侯木村
- 田聖希 飾 阿　美
- 張顥藍 飾 林文麗
- 劉主平 飾 女　友
- 陳建凱 飾 曹嘉明
- 童毅軍 飾 阿　川
- 汪采涵 飾 黃宇彤
- 汪心玨 飾 黃宇冠
- 蔡承邑 飾 警　察
- 張正建 飾 檢察官
- 林瑞華 飾 王　董
- 紀詠恩 飾 阿　雄
- 李國禎 飾 記　者
- 洪博軒 飾 記　者
- 李秉儒 飾 記　者
- 瞿正柔 飾 又　茹

### 特別客串
- 莊凱勛 飾 游祥欣(阿不拉)
- 陳以文 飾 趙胤強(強哥)
- 鄭有傑 飾 黃國偉
- 溫貞菱 飾 李安安
- 莫允雯 飾 小　魚
- 吳昆達 飾 高　偉
- 陳雪甄 飾 江碧真
- 張銘杰 飾 羅文明
- 陳如山 飾 高明父
- 廖欽亮 飾 財　哥
- 莊益增 飾 林朝輝
- 陶傳正 飾 董事長
- 黃舒湄 飾 廖　姐

### 第二季(11∼20集)

#### 主要角色
| 演員   | 角色   | 介紹 |
| 侯怡君 | 莊愛玲 | 調查組組長 從今日報挖角過來的新任火線新聞網路部執行總編，後來調任到調查組組長，侯方平的前女友。                       |
| 姚淳耀 | 侯方平 | 調查組副組長 參見第一季                                                                                               |
| 柯叔元 | 蔡重生 | 市長 參見第一季 |
| 瑭霏   | 陸子文 | 調查組記者 參見第一季                                                                                                 |
| 夏騰宏 | 彭育安 | 調查組攝影記者 綽號大巴，原本負責娛樂線，後來頂替余志揚的位置到調查組。因為跟松竹幫借貸而欠下巨款，被迫跟松竹幫合作。 |
| 鄭宜農 | 小未   | 小未來花店老闆娘 與彭育安跟強森在一場聚會上認識。後為彭育安女友，跟其一起開花店。                                     |
| 藍葦華 | 張文華 | 松竹幫老大 打算透過選議員來洗白                                                                                       |
| 徐裕傑 | 陳振凱 | 議員 政治界的明日之星，但被大巴查出他收取賄款。                                                                       |
| 楊大正 | 葉順天 | 刑事組組長 參見第一季                                                                                                 |
| 梁正群 | 柳肇維 | 市長機要秘書 參見第一季                                                                                               |
| 李之勤 | 王慈希 | 人稱太后 參見第一季                                                                                                   |
| 游安順 | 白正祥 | 火線新聞採訪主任 參見第一季                                                                                           |
| 賀一航 | 劉光輝 | 議長 參見第一季 |
| 何豪傑 | 呂宗德 | 銀行經理 負責彭育安和小未的借貸申請，亦利用彭育安送現金給立委。                                                       |
| 霍正奇 | 廖勝利 | 旺盛集團董事長 為了華興社區都更案暗中跟市府合作。 參見第一季                                                          |

### 其他角色
- 陳慕義 飾 張浩南
- 王可元 飾 強　森
- 翁嘉薇 飾 紅　茶
- 閻成誠 飾 小　胖
- 洪群鈞 飾 捲　毛
- 林瑞華 飾 王　董

### 特別客串
- 李相林 飾 紀秀如
- 胡廣雯 飾 巧　寧
- 吳宏修 飾 林育峰
- 趙靜儀 飾 范雙琪/范雙雯
- 陶傳正 飾 董事長
- 汪禹丞 飾 多　多
- 高欣欣 飾 里　長

### 第三季(21∼30集)

#### 主要角色
| 演員   | 角色   | 介紹 |
| 楊謹華 | 高明   | 調查組組長，參見第一季 從火線新聞辭職後，到了偏鄉成為中興報的記者。兩年後在白正祥的遊說下重新加入火線新聞，也恢復了調查組。 最後因為火線被旺盛集團併購而辭職，成立福爾摩沙新聞網。 |
| 姚淳耀 | 侯方平 | 調查組副組長 參見第一季 在檢、警攻堅張再新過程中被脅作人質.... |
| 柯叔元 | 蔡重生 | 市長 參見第一季 |
| 鄭人碩 | 王得威 | 檢察官高明的前未婚夫 參見第一季 |
| 瑭霏   | 陸子文 | 調查組記者 參見第一季 告白高明卻被拒絕。最後隨高明離職，加入福爾摩沙新聞網。 |
| 李雪   | 邱以琳 | 網紅，網名草莓牛奶，後來加入火線新聞調查組當攝影記者。 因為把機密錄音在直播中公開，在王慈希要求下辭職，後來加入福爾摩沙新聞網。                                                    |
| 楊大正 | 葉順天 | 刑事組組長 參見第一季 |
| 梁正群 | 柳肇維 | 市議員 從市府辭職後，當選議員，視蔡重生為死對頭 參見第一季 |
| 李之勤 | 王慈希 | 人稱太后 參見第一季 |
| 游安順 | 白正祥 | 火線新聞採訪主任 參見第一季 最後隨高明離職，加入福爾摩沙新聞網。 |
| 霍正奇 | 廖勝利 | 旺盛集團董事長 參見第一季 |

### 其他角色
- 劉昌翰 飾 丁廠長
- 吳旻澔 飾 經　理
- 朱志祥 飾 李　哥
- 陳建凱 飾 曹嘉明
- 張雅雯 飾 林文麗
- 賀　龍 飾 主　任
- 沈采吟 飾 友　人
- 鄭建緯 飾 小　香
- 魏千惠 飾 小　惠
- 李國禎 飾 記　者
- 洪博軒 飾 記　者
- 羅宏任 飾 記　者

### 特別客串
- 汪建民 飾 戴志文
- 聶秉賢 飾 王振康
- 蔡亘晏 飾 泱泱母
- 黃凌辰 飾 余泱泱
- 湯志偉 飾 吳文剛
- 應采靈 飾 莊永曄
- 洪于晴 飾 林庭軒
- 吳朋奉 飾 張再新
- 江常輝 飾 友　人
- 陶傳正 飾 董事長
- 呂名堯 飾 張崇智
- 林志儒 飾 阿　德
- 莊益增 飾 林朝輝
- 黃鐙輝 飾 JJ
- 丁安妮 飾 安　妮
- 劉宇菁 飾 何奕茹

## 收視率
| 第一季收視 | 第一季收視 | 第一季收視     | 第一季收視 | 第一季收視     | 第一季收視 |
| 總集別     | 集別       | 公視           | 公視       | 民視           | 民視       |
| 總集別     | 集別       | 播放日期       | 收視率     | 播放日期       | 收視率     |
| ---------- | ---------- | -------------- | ---------- | -------------- | ---------- |
| 1          | 1          | 2019年12月7日  | 0.66       | 2019年12月1日  | 1.52       |
| 2          | 2          | 2019年12月7日  | 0.73       | 2019年12月8日  | 1.03       |
| 3          | 3          | 2019年12月14日 | 0.60       | 2019年12月15日 | 0.81       |
| 4          | 4          | 2019年12月14日 | 0.63       | 2019年12月22日 | 0.87       |
| 5          | 5          | 2019年12月21日 | 0.52       | 2019年12月29日 | 0.78       |
| 6          | 6          | 2019年12月21日 | 0.53       | 2020年1月5日   | 0.62       |
| 7          | 7          | 2019年12月28日 | 0.56       | 2020年1月12日  | 0.59       |
| 8          | 8          | 2019年12月28日 | 0.54       | 2020年1月19日  | 0.77       |
| 9          | 9          | 2020年1月4日   | 0.59       | 2020年1月26日  | 0.65       |
| 10         | 10         | 2020年1月4日   | 0.56       | 2020年2月2日   | 0.78       |
| 第二季收視 |            |                |            |                |            |
| 總集別     | 集別       | 公視           | 公視       | 民視           | 民視       |
| 總集別     | 集別       | 播放日期       | 收視率     | 播放日期       | 收視率     |
| 11         | 1          | 2020年1月18日  | 0.60       | 2020年2月9日   | 0.78       |
| 12         | 2          | 2020年1月18日  | 0.61       | 2020年2月16日  | 0.70       |
| 13         | 3          | 2020年2月1日   | 0.63       | 2020年2月23日  | 0.55       |
| 14         | 4          | 2020年2月1日   | 0.53       | 2020年3月1日   | 0.66       |
| 15         | 5          | 2020年2月8日   | 0.50       | 2020年3月8日   | 0.58       |
| 16         | 6          | 2020年2月8日   | 0.52       | 2020年3月15日  | 0.58       |
| 17         | 7          | 2020年2月15日  | 0.47       | 2020年3月22日  | 0.66       |
| 18         | 8          | 2020年2月15日  | 0.40       | 2020年3月29日  | 0.72       |
| 19         | 9          | 2020年2月22日  | 0.53       | 2020年4月5日   | 0.49       |
| 20         | 10         | 2020年2月22日  | 0.47       | 2020年4月12日  | 0.72       |
| 第三季收視 |            |                |            |                |            |
| 總集別     | 集別       | 公視           | 公視       | 民視           | 民視       |
| 總集別     | 集別       | 播放日期       | 收視率     | 播放日期       | 收視率     |
| 21         | 1          | 2020年2月29日  | 0.48       | 2020年4月19日  | 0.71       |
| 22         | 2          | 2020年2月29日  | 0.53       | 2020年4月26日  | 0.73       |
| 23         | 3          | 2020年3月7日   | 0.58       | 2020年5月3日   | 0.58       |
| 24         | 4          | 2020年3月7日   | 0.60       | 2020年5月10日  | 0.67       |
| 25         | 5          | 2020年3月14日  | 0.63       | 2020年5月17日  | 0.65       |
| 26         | 6          | 2020年3月14日  | 0.58       | 2020年5月24日  | 0.58       |
| 27         | 7          | 2020年3月21日  | 0.49       | 2020年5月31日  | 0.47       |
| 28         | 8          | 2020年3月21日  | 0.56       | 2020年6月7日   | 0.46       |
| 29         | 9          | 2020年3月28日  | 0.49       | 2020年6月14日  | 0.59       |
| 30         | 10         | 2020年3月28日  | 0.46       | 2020年6月21日  | 0.69       |

## 電視劇歌曲
| 曲別         | 歌名     | 演唱者     | 作詞   | 作曲             |
| 片尾曲       | 過程     | 蛋堡       | 蛋堡   | 蛋堡、JABBERLOOP |
| 插曲         | 千千萬萬 | 鄭宜農     | 鄭宜農 | 鄭宜農           |
| 插曲(第三季) | 海上的人 | 滅火器樂團 | 楊大正 | 楊大正           |

## 拍攝場景
| 縣市   | 場景                                       |
| 新北市 | 民視林口數位媒體總部                       |
| 桃園市 | 桃園國際棒球場                             |
| 臺中市 | 臺中市政府(臺灣大道市政大樓、陽明市政大樓) |
| 臺中市 | 梧棲童綜合醫院                             |
| 臺中市 | 臺中市政府警察局烏日分局三和派出所         |
| 臺中市 | 弘光科技大學                               |
| 臺中市 | 永豐棧酒店                                 |

## 獎項紀錄
| 年份   | 頒獎典禮              | 獎項                   | 入圍者         | 結果 |
| ------ | --------------------- | ---------------------- | -------------- | ---- |
| 2020年 | 第55屆金鐘獎          | 戲劇節目獎             | 《鏡子森林》   | 提名 |
| 2020年 | 第55屆金鐘獎          | 戲劇節目編劇獎         | 鄭心媚         | 提名 |
| 2020年 | 第55屆金鐘獎          | 戲劇節目導演獎         | 李權洋、鄭文堂 | 提名 |
| 2020年 | 第55屆金鐘獎          | 戲劇節目男主角獎       | 姚淳耀         | 獲獎 |
| 2020年 | 第55屆金鐘獎          | 戲劇節目女主角獎       | 楊謹華         | 提名 |
| 2020年 | 第55屆金鐘獎          | 戲劇節目最具潛力新人獎 | 瑭霏           | 提名 |
| 2020年 | 第3屆亚洲影艺创意大奖 | 最佳男配角獎           | 柯叔元         | 提名 |
| 2021年 | 第25屆亞洲電視大獎    | 最佳女主角獎           | 楊謹華         | 提名 |
| 2021年 | 第25屆亞洲電視大獎    | 最佳女配角獎           | 李之勤         | 提名 |
| 2021年 | 第25屆亞洲電視大獎    | 最佳女配角獎           | 侯怡君         | 提名 |

## 外部連結
- 官方網站（公視） （页面存档备份，存于）
- 官方網站（民視） （页面存档备份，存于）
- 鏡子森林的Facebook專頁
- 鏡子森林的Instagram帳戶
- YouTube上的鏡子森林 The Mirror播放列表
- 公視戲劇的Instagram帳戶
- 在四季線上4gTV觀看《鏡子森林》 （页面存档备份，存于）
- 在Netflix上觀看《鏡子森林》

## 電視節目的變遷
| 中華民國 民視無線台 每週日22:00 - 23:00 | 中華民國 民視無線台 每週日22:00 - 23:00   | 中華民國 民視無線台 每週日22:00 - 23:00 |
| --------------------------------------- | ----------------------------------------- | --------------------------------------- |
|                                         | 鏡子森林 （2019年12月1日－2020年6月21日） |                                         |
| 極光風暴 （2019年11月24日）             | 無主之子 （2020年6月28日－2020年7月12日） |                                         |

| 中華民國 公視主頻 每週六 21:00 - 23:00        | 中華民國 公視主頻 每週六 21:00 - 23:00    | 中華民國 公視主頻 每週六 21:00 - 23:00 |
| --------------------------------------------- | ----------------------------------------- | -------------------------------------- |
|                                               | 鏡子森林 （2019年12月7日－2020年3月28日） |                                        |
| 糖糖Online （2019年11月16日－2019年11月30日） | 妖怪人間 （2020年4月4日－2020年4月25日）  |                                        |

| 马来西亚 Astro AEC、Astro AEC HD 星期一至五 19:00 - 20:00 | 马来西亚 Astro AEC、Astro AEC HD 星期一至五 19:00 - 20:00 | 马来西亚 Astro AEC、Astro AEC HD 星期一至五 19:00 - 20:00 |
| --------------------------------------------------------- | --------------------------------------------------------- | --------------------------------------------------------- |
|                                                           | 镜子森林 （2020年2月18日 - 2020年3月30日）                |                                                           |
| 都挺好 （2019年12月12日 - 2020年2月17日）                 | 大江大河 (2020年3月31日 - 2020年)                         |                                                           |

| 中華民國 緯來戲劇台 每週六、日 20:00 - 22:00 · 4月11日、6月5日 21:00 - 22:00 | 中華民國 緯來戲劇台 每週六、日 20:00 - 22:00 · 4月11日、6月5日 21:00 - 22:00 | 中華民國 緯來戲劇台 每週六、日 20:00 - 22:00 · 4月11日、6月5日 21:00 - 22:00 |
| ---------------------------------------------------------------------------- | ---------------------------------------------------------------------------- | ---------------------------------------------------------------------------- |
|                                                                              | 鏡子森林 （2021年4月11日－2021年6月5日）                                     |                                                                              |
| 施公奇案 （重播）                                                            | 我們練愛吧 （2021年6月5日－2021年6月26日）                                   |                                                                              |

| 中華民國 緯來電影台 星期一至五 3:25 - 4:30 | 中華民國 緯來電影台 星期一至五 3:25 - 4:30     | 中華民國 緯來電影台 星期一至五 3:25 - 4:30 |
| ------------------------------------------ | ---------------------------------------------- | ------------------------------------------ |
|                                            | 鏡子森林 （2022年3月1日－2022年3月21日）       |                                            |
| 最佳伙扮 （2022年3月1日）                  | 秦時麗人明月心 （2022年3月21日-2022年4月26日） |                                            |